# Loi sur la communauté catalane à l'extérieur
Lire en ligne

(ca) LLEI 8/2017, del 15 de juny, de la comunitat catalana a l'exterior.

La loi sur la communauté catalane à l'extérieur (en catalan Llei de la comunitat catalana a l'exterior) est une loi adoptée par le Parlement de Catalogne, promulguée le 15 juin 2017. Elle organise les relations de la Généralité de Catalogne avec les citoyens catalans résidant à l'étranger.
La loi est adoptée par le Parlement de Catalogne le 31 mai 2017, à une large majorité de 97 voix « pour » d'Ensemble pour le oui, de CSQP, du PSC et de la CUP, et 36 voix « contre » de Ciutadans et du PPC. Elle reconnaît les Catalans à l'extérieur comme des sujets de droits et de devoirs, et fixe le cadre de leur accès aux services publics. Elle définit une politique globale de l'émigration catalane, par laquelle la Généralité apporte son soutien aux Catalans à l'étranger et à leurs communautés (ca), et elle inscrit dans la loi le registre des Catalans et Catalanes résidant à l'extérieur (ca).

## Contexte
En 2015, selon l'Institut de statistique de Catalogne (Idescat), la « Catalogne extérieure », c'est-à-dire les Catalans vivant à l'étranger, compte 264 000 personnes. L'émigration catalane est en augmentation, de 9,1 % par rapport à l'année précédente. Elle s'organise dans des communautés (ca) locales d'émigrés, auxquelles la Généralité donne une reconnaissance officielle et un soutien financier prévu par la loi sur les relations avec les communautés catalanes de l'extérieur de 1996. En 2015, 140 communautés catalanes de l'extérieur sont reconnues.
Le deuxième gouvernement d'Artur Mas a entrepris une politique de développement de l'action extérieure de la Généralité, qui fait partie de son programme souverainiste. La loi sur l'action extérieure et les relations avec l'Union européenne du 4 décembre 2014 fixe le cadre général de l'action extérieure de la Généralité. Le gouvernement prépare également une loi sur la communauté catalane à l'extérieur, pour actualiser la loi de 1996 et mettre en place une politique globale envers les émigrés. Le projet de loi a été présenté en avril 2015. Il définit les Catalans de l'extérieur comme des sujets dotés de droits et de devoirs, et organise le soutien de la Généralité aux Catalans à l'étranger et à leurs organisations. Il n'a pas abouti en raison de la fin anticipée de la législature et de l'organisation des élections législatives anticipées du 27 septembre 2015.
Par ailleurs, le processus souverainiste catalan a fait prendre conscience aux autorités politiques de l'attachement de nombreux émigrés catalans à leur pays d'origine, de l'implication des communautés catalanes à l'extérieur, et de leur souhait de prendre part au destin politique de la Catalogne. La question de l'exercice de leur droit de vote a été soulevée dans le contexte de la consultation sur l'indépendance du 9 novembre 2014. En mai 2014, le gouvernement catalan a créé un registre des Catalans et Catalanes résidant à l'extérieur. Fondé sur l'article 7 du statut d'autonomie, qui réglemente la condition politique de Catalan, il recense les citoyens catalans résidant à l'étranger, sur la base du volontariat. 4500 personnes s'y sont inscrites dans les mois qui suivent ; il n'a cependant pas été utilisé pour la consultation du 9 novembre 2014.

## Adoption
Le nouveau gouvernement de Carles Puigdemont adopte le 6 septembre 2016 le projet de loi sur la communauté catalane à l'extérieur, afin de définir le cadre des relations entre la Généralité et les Catalans de l'extérieur. Il vise à reconnaître les droits et les devoirs des citoyens catalans résidant à l'étranger, garantir leur accès aux services publics, et moderniser les relations avec les communautés catalanes de l'extérieur (ca). Il s'agit également de définir une politique globale de l'émigration catalane, par laquelle la Généralité apporte son soutien aux Catalans à l'étranger, dans les domaines de leur mobilité, de la structuration de leurs communautés, de leur rôle de promotion de la Catalogne à l'étranger, et dans leur éventuel retour au pays. Le projet inscrit dans la loi le registre des Catalans et Catalanes résidant à l'extérieur, qui est un instrument clef pour identifier le public concerné.
Le projet est débattu par le Parlement catalan le 9 novembre 2016. Seuls Ciutadans (C's) et le Parti populaire catalan (PPC) s'y opposent ; tous les autres groupes votent en faveur du texte défendu par le conseiller aux affaires extérieures, Raül Romeva. La discussion intervient alors que le gouvernement s'est engagé à organiser un référendum sur l'indépendance de la Catalogne en septembre 2017, ce qui relance la question de l'établissement des listes électorales sans la coopération de l'État espagnol. Le gouvernement envisage d'employer le registre des Catalans et Catalanes résidant à l'extérieur comme liste électorale, bien que ce ne soit pas la raison première de ce recensement. Par ailleurs, il a déposé un projet de loi sur le vote électronique des résidents à l'étranger, qui pourrait faciliter l'exercice du droit de vote des Catalans de l'extérieur.
En parallèle de l'examen du projet de loi, le gouvernement prend des mesures pour faciliter l'accès des résidents à l'étranger aux services publics de la Généralité. En mars 2017, il annonce que les personnes inscrites au registre des Catalans et Catalanes résidant à l'extérieur pourront avoir accès aux services de santé lors de leurs séjours en Catalogne, ainsi qu'à des prestations pour la jeunesse et la culture. Le gouvernement organise également une campagne d'information incitant les citoyens à s'inscrire au registre. Cette campagne est accusée par l'opposition d'être un instrument de propagande au service du programme indépendantiste du gouvernement. Elle fait l'objet d'une enquête de la justice espagnole dans le cadre des poursuites conduites contre les dirigeants politiques indépendantistes pour l'organisation du référendum d'indépendance.
La loi sur la communauté catalane à l'extérieur est adoptée par le Parlement le 31 mai 2017, à une large majorité de 97 voix « pour » d' Ensemble pour le oui, de CSQP, du PSC et de la CUP, et 36 voix « contre » de Ciutadans et du PPC. Le rapporteur Jordi Sendra (ca) (Ensemble pour le oui) souligne la nécessité d'établir un nouveau modèle de relations avec les Catalans à l'extérieur et de garantir leur accès aux services publics. À la différence du projet initial, la loi ne fait pas référence à l'établissement de listes électorales pour les Catalans à l'étranger, car cette question doit être réglée séparément dans la loi sur le vote électronique. Le débat politique est néanmoins centré sur cette question : l'opposition formée de Ciutadans et du PPC accuse le gouvernement de vouloir utiliser le registre pour organiser le référendum sur l'indépendance et « contrôler politiquement » les citoyens,.

## Contenu
La loi sur la communauté catalane à l'extérieur définit le cadre des relations entre la Généralité et les Catalans résidant à l'étranger. Elle s'adresse directement aux citoyens, considérés comme des sujets dotés de droits et de devoirs, et non plus seulement aux collectifs, qui sont déjà reconnus depuis la loi sur les relations avec les communautés catalanes de l'extérieur de 1996. Ses objectifs sont de donner soutien, assistance et protection aux Catalans à l'extérieur, de renforcer les communautés établies à l'étranger, et de développer les relations avec les pays où les Catalans sont fortement présents.
Elle intègre le registre des Catalans et Catalanes résidant à l'extérieur, auquel les Catalans de l'étranger peuvent s'inscrire de façon volontaire et gratuite. Le registre a deux fonctions : permettre aux personnes inscrites d'exercer leurs droits et de bénéficier de services, et permettre à l'administration de connaître les besoins de la communauté catalane à l'étranger.
La loi définit une politique intégrale de l'émigration, qui consiste à accompagner la mobilité internationale des citoyens, aider à maintenir leurs liens avec la Catalogne et faciliter leur retour éventuel. Elle reconnaît les Catalans à l'extérieur comme destinataires des politiques publiques de la Généralité, notamment les politiques de soutien à la langue catalane et à l'emploi. Elle reconnaît également leur contribution à la projection internationale de la Catalogne, par leur rôle de diffusion de la culture et de l'identité catalane dans le monde.
Elle prévoit les conditions de la reconnaissance des communautés catalanes de l'extérieur.
Enfin, elle crée le Conseil de la Catalogne extérieure, un organe consultatif chargé de conseiller de gouvernement et d'assurer la participation des Catalans de l'extérieur et de leurs collectifs.

## Application
Après l'entrée en vigueur de la loi sur la communauté catalane à l'extérieur, le gouvernement espère atteindre 23 000 inscrits au registre des Catalans et Catalanes résidant à l'extérieur. Cependant, celui-ci enregistre très peu de nouvelles inscriptions et seules 5 000 personnes y sont inscrites en juin 2017, contre 4 500 fin 2014.